# Hardinvast
Hardinvast ist eine französische Gemeinde im Département Manche in der Region Normandie. Die Einwohner nennen sich Hardinvastais.

## Toponymie
Hardinvast leitet sich aus dem germanischen (oder angelsächsischen) Namen Hardinc ab.
Was die Endung -vast anbelangt, siehe Le Vast.

## Geografie
Hardinvast liegt in einer Bocage-Landschaft auf der Halbinsel Cotentin, etwa zehn Kilometer südlich von Cherbourg.
Angrenzende Gemeinden sind Martinvast, Tollevast, Saint-Martin-le-Gréard, Couville und Sideville.

## Geschichte
Die Überreste einer Merowinger Nekropole wurden entdeckt. Hardinvast kann auf eine 1000-jährige Geschichte zurückblicken. Es gibt allerdings keine Spur von Kirchen im Mittelalter.
Die Kirche wurde erst im 18. Jahrhundert gebaut, und vor kurzem renoviert. Der Kirchturm reicht ins 19. Jahrhundert zurück.

## Bevölkerungsentwicklung
| Jahr      | 1962 | 1968 | 1975 | 1982 | 1990 | 1999 | 2011 | 2018 |
| Einwohner | 381  | 412  | 541  | 687  | 746  | 805  | 882  | 881  |

## Sehenswürdigkeiten

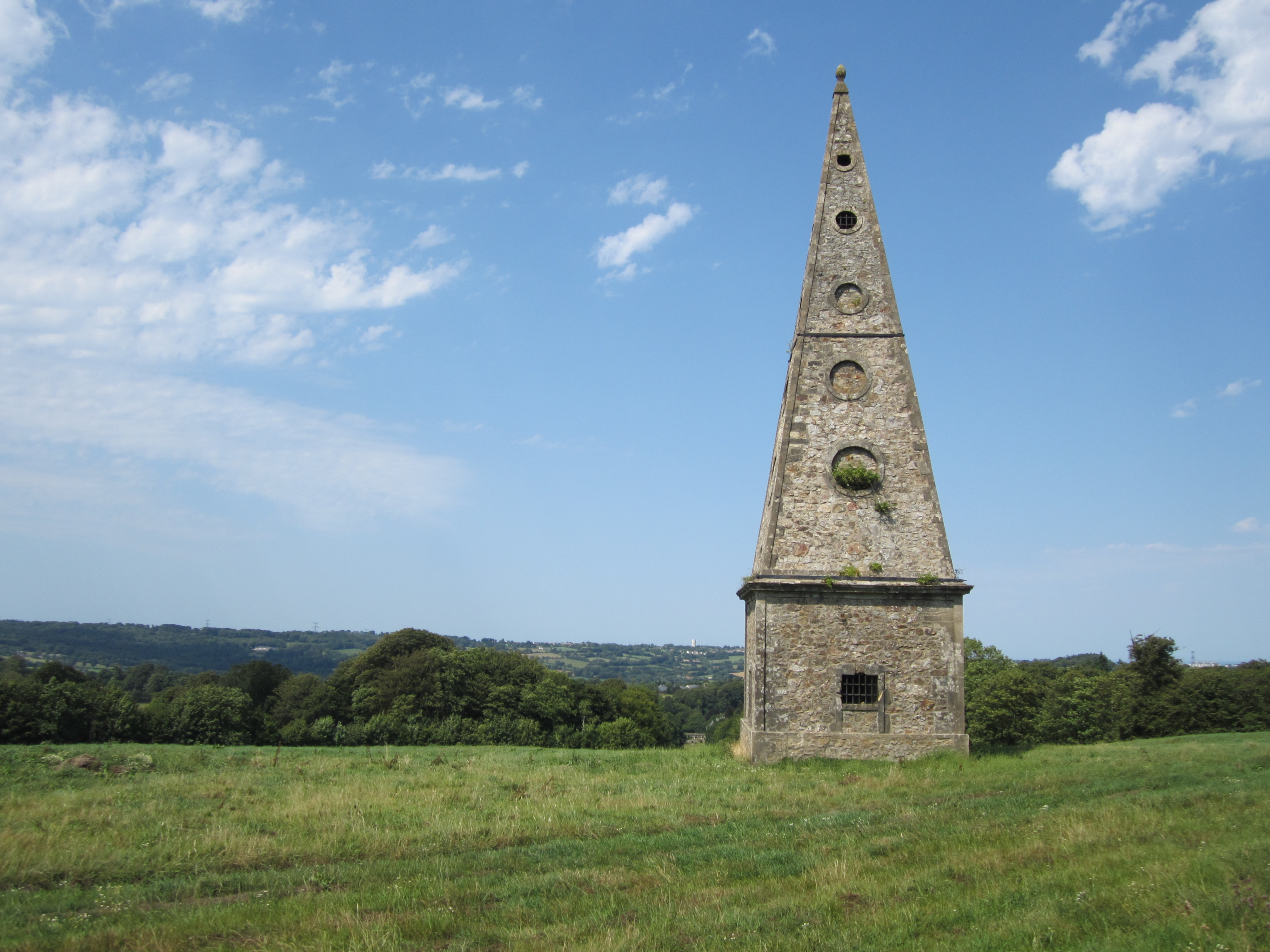
Obelisk von Hardinvast.

- Kirche Saint-Barthélemy aus dem 18. Jahrhundert.
- Das Schloss von Beaurepaire, das teilweise auf Hardinvast liegt (siehe Martinvast), ist in die Liste der historischen Denkmäler aufgenommen worden[2].

## Persönlichkeiten

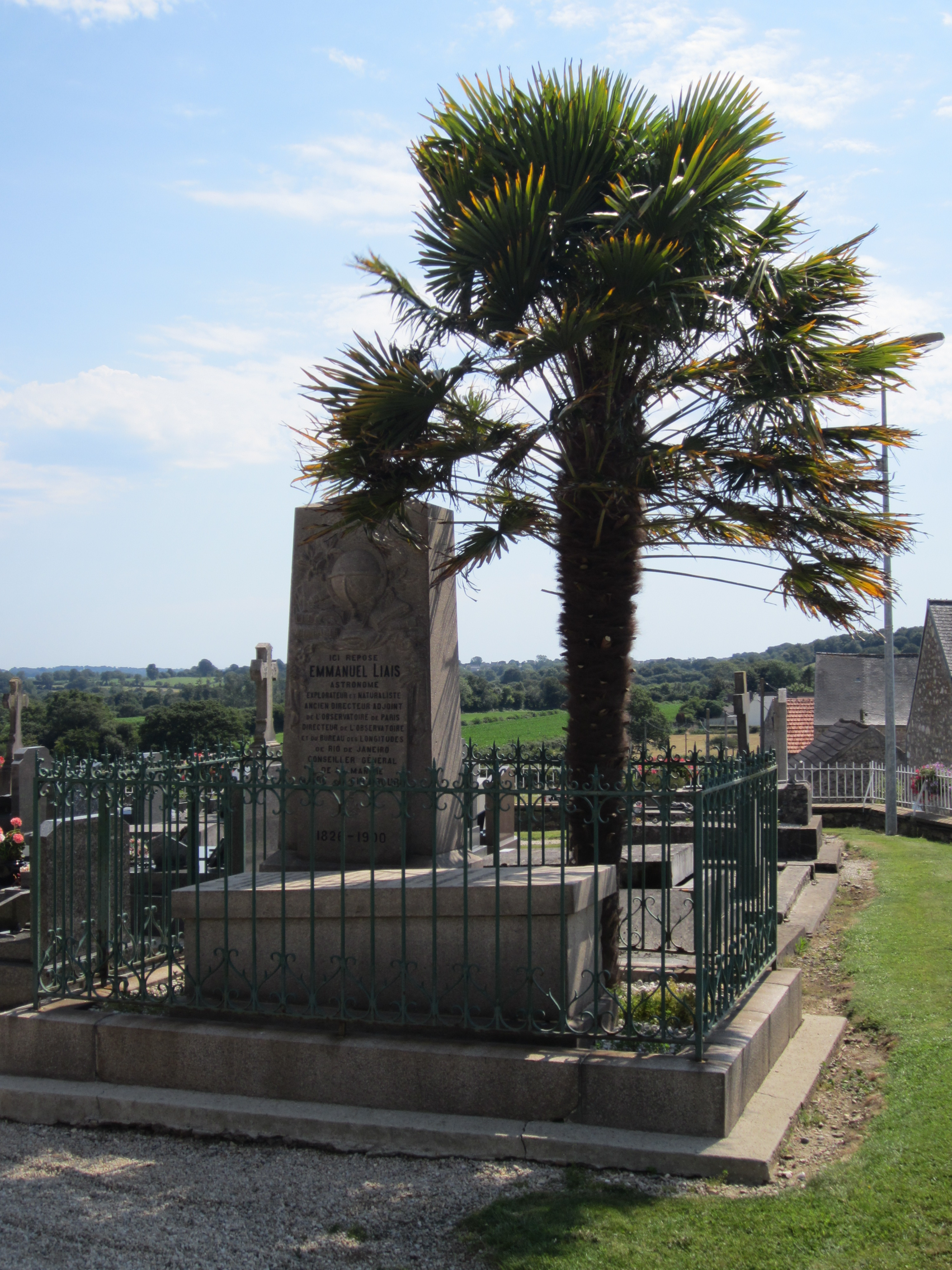
Grab von Emmanuel Liais.

- Emmanuel Liais (1826–1900), Astronom, Botaniker,  Entdeckungsreisender, Bürgermeister und Generalrat von Cherbourg ist in Tollevast begraben.